# Jet Set Willy
Jet Set Willy – komputerowa gra platformowa wyprodukowana i wydana w 1984 roku przez amerykańskie studio Software Projects. Jej twórcą był brytyjski programista Matthew Smith. Jest to kontynuacja gry Manic Miner z 1983 roku. W Jet Set Willy gracz kieruje znanym z tamtej produkcji górnikiem Willym, który na żądanie gospodyni Marii musi posprzątać swoją rezydencję, zanim położy się spać. Dom Willy'ego jest pełen czyhających niebezpieczeństw; celem gracza jest zbieranie porozrzucanych po mieszkaniu przedmiotów i unikanie wrogich postaci bądź przedmiotów. W przeciwieństwie do Manic Minera, gracz nie jest ograniczony czasem i może swobodnie eksplorować dom.
Jet Set Willy uzyskał sporą popularność dzięki innowacjom wprowadzonym do gatunku. Gra była ceniona za rozmiar, surrealistyczny charakter oraz za względną bezawaryjność (wyjąwszy błędy poprawione po premierze).